# ヴァンサンカン・結婚
『ヴァンサンカン・結婚』（ヴァンサンカン・マリアージュ）は、1991年（平成3年）7月4日 - 9月19日までフジテレビ系列「木曜劇場」枠で放送されたテレビドラマ。

## 概要
安田成美演じるOLが、青年医師とかつて愛した18歳年上の上司との間で揺れ動き、人生の選択に直面する様を、当時連続ドラマを担当するようになった大石静が脚本を担当し描いた作品。
菊池桃子扮する「右子（みぎこ）」が好感を持って受け止められ「右子現象」なる言葉が女性週刊誌を飾った。
英字新聞の番組欄では、「ヴァンサンカン」はvingt-cinq ansと原語表記となったが、「結婚」はKekkonとなっていた。
一回目オープニングの場面では一年前（1990年）の設定でBob Dylanのアルバム"Bob Dylan's Greatest Hits Vol.2"ジャケットが映し出され、"I Shall Be Released"が流れるが、放送時に使用された曲は"The Bootleg Series Vol.1-3"に収められていたVersionであり、このアルバムは1991年に発売されたもので、「1990年の舞台設定」時には存在していない。

## キャスト
（出典：）
- 片島朝子〈25〉：安田成美
アパレルメーカーに勤めるOL。「ヨルくん」と言う猫を飼っている。
- 松永右子〈24〉：菊池桃子
総合商社に勤めるOL。朝子とは高校時代からの友人。「人生男次第」「遊びと結婚は別」という考えを持つ。
- 向井薫平〈27〉：石黒賢
大学病院の医師。結婚までのプロセスの多難さを痛感しながらも朝子を愛し、その後婚約している。
- 森脇玲子：中村あずさ
朝子の上司。部下の教育にも厳しい。諸岡に心から傾倒している。
- 宮原七重〈22〉：相原勇
朝子の同僚。気性が激しく、朝子にはかなりのライバル意識を持っており、何かにつけて冷たく当たる。
- 須賀今日子：床嶋佳子
- 広瀬貴子：磯野貴理子
- 市河清志〈26〉：西村和彦
薫平が勤める大学病院のインターン。真面目に右子を愛しているが、右子にとって彼はいわゆる“キープくん”。
- 諸岡慎〈47〉：村井国夫
朝子の勤める会社の社長。一人で新興ブランドを急成長させた、敏腕なワンマン社長。
- 友部俊一：水島新太郎
- 伊東幸江：溝渕美保
- 坂崎隆司〈43〉：小林稔侍
大手広告代理店の営業部長。朝子のかつての恋人だったが、苦い離婚経験を持ち、結婚まで踏み切れず別れる。その後朝子と再び交際するが、病を抱えており頻繁に吐血している。

## スタッフ
- 企画：宅間秋史、石原隆
- 脚本：大石静（全話）
- 演出：藤田明二、星田良子
- プロデュース：中山和記
- 音楽：本多俊之
- テーマ曲：上田知華「I WILL」
- エンディングテーマ：Sugar beat「五番目のde ja vu」
- 劇中挿入歌：本多俊之「Vingt-Cinq ans」
- 制作：フジテレビ、共同テレビ

## 放送日程
| 各話   | 放送日  | サブタイトル           | 演出     |
| ------ | ------- | ---------------------- | -------- |
| 第1話  | 7月04日 | 恋とは違う             | 藤田明二 |
| 第2話  | 7月11日 | キスして               | 藤田明二 |
| 第3話  | 7月18日 | 想いをふっきる時       | 星田良子 |
| 第4話  | 7月25日 | 一緒に生きていく       | 藤田明二 |
| 第5話  | 8月01日 | もう誰も信じない       | 星田良子 |
| 第6話  | 8月08日 | 男ってウソつき         | 藤田明二 |
| 第7話  | 8月15日 | 心を満たすもの         | 星田良子 |
| 第8話  | 8月22日 | 忘れられない人         | 藤田明二 |
| 第9話  | 8月29日 | 選択する時             | 星田良子 |
| 第10話 | 9月06日 | 過去の人・これからの人 | 藤田明二 |
| 第11話 | 9月13日 | 決着をつける時         | 星田良子 |
| 最終話 | 9月20日 | ウェディング・ベル     | 藤田明二 |